# American Chopper 2: Full Throttle
American Chopper 2: Full Throttle est un jeu vidéo de course de moto sorti en 2006. Il a été développé par Creat Studios et édité par Activision Value Publishing. Il est basé sur l'émission télévisée American Chopper et est la suite du jeu vidéo du même nom.

## Accueil
- IGN : 6/10[1]